# أمالي أتكينز
أمالي أتكينز هي فنانة كندية، ولدت في 1975 في ساسكاتون في كندا.